# Vetigastropoda
Vetigastropoda je glavna taksonomska grupa morskih puževa, morskih gastropodnih mekušaca koji čine veoma drevnu lozu. Taksonomski, Vetigastropoda se ponekad tretira kao red, iako se tretiraju kao nerangirana klada u Bouchet and Rocroi, 2005.
Vetigastropodi se ubrajaju među najprimitivnije žive puževe i široko su rasprostranjeni u svim okeanima sveta. Njihova staništa se kreću od dubokog mora do međuplimnih zona. Mnogi imaju školjke sa prorezima ili drugim sekundarnim otvorima. Jedna od njihovih glavnih karakteristika je prisustvo ukrštene strukture ljuske. Većina vetigastropoda ima neku bilateralnu asimetriju svojih sistema organa.

## Literatura
- Aktipis, S. W.; Giribet, G. (2011). „Testing relationships among the vetigastropod taxa: A molecular approach”. Journal of Molluscan Studies. 78: 12—27. doi:10.1093/mollus/eyr023 .

## Spoljanje veze
- Herbert D.G. (2015). An annotated catalogue and bibliography of the taxonomy, synonymy and distribution of the Recent Vetigastropoda of South Africa (Mollusca). Zootaxa. 4049(1): 1-98
- Gastropod taxonomy at Palaeos
- Gastropod reproductive behavior
- Gastropod Neuroscience
- Reconstructions of fossil gastropods
- 2004 Linnean taxonomy of gastropods Архивирано на веб-сајту  (9. јун 2022)